# Zygophylax curvitheca
Zygophylax curvitheca är en nässeldjursart som beskrevs av Eberhard Stechow 1913. Zygophylax curvitheca ingår i släktet Zygophylax och familjen Lafoeidae. Inga underarter finns listade i Catalogue of Life.